# Снідс-Феррі (Північна Кароліна)
Снідс-Феррі (англ. Sneads Ferry) — переписна місцевість (CDP) в США, в окрузі Онслов штату Північна Кароліна. Населення — 2548 осіб (2020).

## Географія
Снідс-Феррі розташований за координатами 34°33′20″ пн. ш. 77°22′44″ зх. д. / 34.55556° пн. ш. 77.37889° зх. д. (34.555521, -77.378986).  За даними Бюро перепису населення США в 2010 році переписна місцевість мала площу 15,12 км², з яких 9,83 км² — суходіл та 5,29 км² — водойми.

## Демографія
Згідно з переписом 2010 року, у переписній місцевості мешкало 2646 осіб у 1166 домогосподарствах у складі 738 родин. Густота населення становила 175 осіб/км².  Було 1552 помешкання (103/км²).
Расовий склад населення:
| - 92,4 % — білих - 3,7 % — чорних або афроамериканців - 0,8 % — азіатів - 0,3 % — корінних американців |

До двох чи більше рас належало 1,8 %. Частка іспаномовних становила 3,5 % від усіх жителів.
За віковим діапазоном населення розподілялося таким чином: 19,4 % — особи молодші 18 років, 64,9 % — особи у віці 18—64 років, 15,7 % — особи у віці 65 років та старші. Медіана віку мешканця становила 37,1 року. На 100 осіб жіночої статі у переписній місцевості припадало 103,4 чоловіків;  на 100 жінок у віці від 18 років та старших — 103,8 чоловіків також старших 18 років.
Середній дохід на одне домашнє господарство  становив 54 939 доларів США (медіана — 43 971), а середній дохід на одну сім'ю — 56 577 доларів (медіана — 48 576). Медіана доходів становила 46 192 долари для чоловіків та 21 498 доларів для жінок. За межею бідності перебувало 28,0 % осіб, у тому числі 27,4 % дітей у віці до 18 років та 0,0 % осіб у віці 65 років та старших.
Цивільне працевлаштоване населення становило 1447 осіб. Основні галузі зайнятості: мистецтво, розваги та відпочинок — 33,9 %, будівництво — 20,1 %, науковці, спеціалісти, менеджери — 12,2 %, публічна адміністрація — 11,8 %.